# FILMETS Badalona Film Festival
Le FILMETS Badalona Film Festival est un festival international du court métrage qui a lieu chaque année dans la ville espagnole de Badalone (Catalogne) entre les mois d'octobre et de novembre.

## Histoire
Le festival a débuté en 1969 et a célébré son quarantième anniversaire en 2014. Le FILMETS Badalona Film Festival 2012 a remporté le prix spécial du meilleur festival de l'année 2012 [Laquelle ?] au Festival international du film de Busan).

## Prix

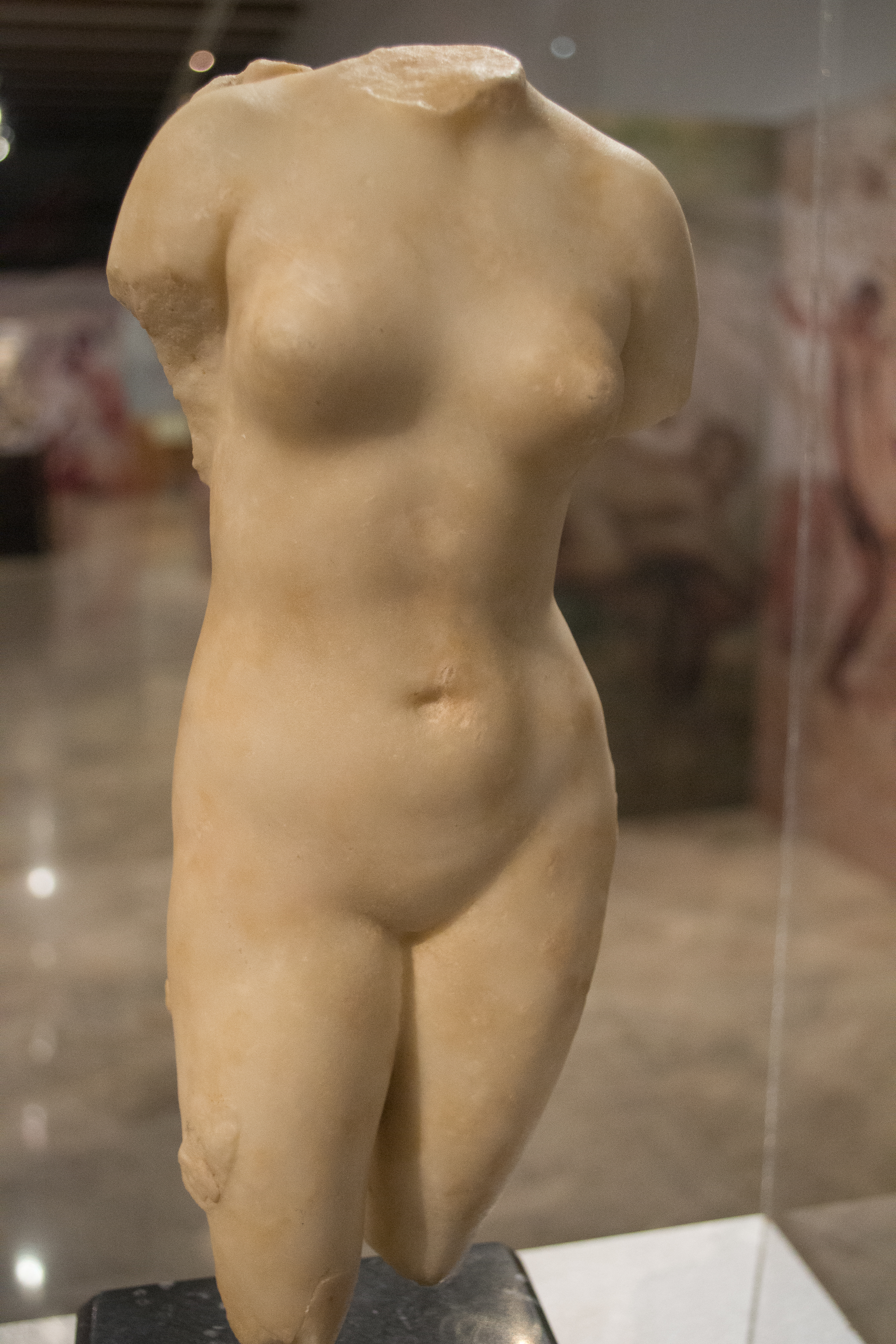
La Vénus de Badalone, inspiration du prix cinématographique.

Le nom du prix fait référence à la Vénus de Badalone, célèbre sculpture conservée au Musée de Badalone.